# Linda Medalen
Linda Medalen (* 17. Juni 1965 in Sandnes) ist eine ehemalige norwegische Fußballspielerin.

## Leben
Madelen war eine der berühmtesten Fußballerinnen Norwegens und beendete ihre internationale Karriere mit 152 Länderspielen und erzielte insgesamt 64 Tore. Sie gehörte dem norwegischen Team an, das die FIFA Frauen-Weltmeisterschaft 1995 gewann.
Im Februar 1999 spielte sie aus Anlass der Auslosung der Gruppen der WM 1999 mit einer FIFA-Weltauswahl gegen die Frauen-Fußballnationalmannschaft der Vereinigten Staaten. Das Spiel wird aber nicht als offizielles Länderspiel gezählt.
Sie spielte die meiste Zeit ihrer Karriere in Norwegen bei Asker Fotball und zog sich im Jahr 2006, im Alter von 41 Jahren, aus dem aktiven Fußball zurück. Auch verbrachte sie sieben Saisons in Japan mit Nikko. Sie begann ihre Karriere als Stürmerin, später auf dem Höhepunkt in der Karriere in der Abwehrspielerin und gegen Ende ihrer Karriere als Innenverteidigerin.
Hauptberuflich arbeitete Medalen als Polizistin. 2007 wurde sie als Kommunalpolitikerin für die Konservative Partei Norwegens in den Gemeinderat von Asker gewählt. Medalen ist offen lesbisch. Ihre Körpergröße beträgt 1,67 m.